# Blood: The Last Vampire
Blood: The Last Vampire ist ein Anime-Film des Studios Production I.G aus dem Jahr 2000. Eine Neuverfilmung mit Schauspielern folgte 2009. Zum Franchise gehören zudem die Anime-Serien Blood+ von 2005 bis 2006 sowie Blood-C von 2011.

## Handlung
Schauplatz der Handlung ist die Yokota Air Base in Japan nach dem Zweiten Weltkrieg, einige Tage vor Beginn des Vietnamkrieges. Die Vampirjägerin Saya tötet dort mithilfe eines Katana Chiroptera genannte Vampirdämonen für die US-Regierung.

## Veröffentlichung
Der Film wurde ab dem 18. November 2000 in den japanischen Kinos gezeigt.
2006 und 2007 folgten Ausstrahlungen auf Englisch von den Sendern Animax-asia, Encore Action und Sci Fi Channel. Der Film wurde unter anderem auch auf Französisch, Spanisch, Italienisch und Polnisch übersetzt.
Auf Deutsch wurde der Film von Panini auf DVD veröffentlicht.

## Synchronisation
Die deutsche Synchronfassung stammt von G&G Tonstudios.
| Rolle            | Japanischer Sprecher (Seiyū) | Deutscher Sprecher |
| ---------------- | ---------------------------- | ------------------ |
| Saya             | Yōki Kudō                    | Corinna Riegner    |
| Krankenschwester | Saemi Nakamura               |                    |

## Adaptionen

### Realfilm
Unter dem Titel Blood: The Last Vampire erschien 2009 ein gleichnamiges Live-Action-Remake vom Anime-Film unter der Regie von Chris Nahon. Der Film wurde im deutschen Fernsehen am 11. September 2010 auf Animax erstausgestrahlt.

### Manga
Unter dem Titel Blood: The Last Vampire 2000 (BLOOD THE LAST VAMPIRE 2000) veröffentlichte der Verlag Kadokawa Shoten einen Manga von Benkyo Tamaoki im April 2001. Das Werk mit 200 Seiten wurde in einem Tankōbon herausgebracht.
Viz Media veröffentlichte den Manga auf Englisch, Panini Comics auf Französisch, Portugiesisch und Deutsch. Eine spanische Ausgabe erschien bei Editorial Ivréa.

### Romane
Fujimi Shobō veröffentlichte 2000 und 2001 drei Romane zum Film.
Die erste Kemonotachi no Yoru: Blood: The Last Vampire (獣たちの夜 BLOOD THE LAST VAMPIRE; ISBN 4-8291-7449-8) von Mamoru Oshii erschien im November 2000. Kadokawa Shoten veröffentlichte im Juli 2002 (ISBN 978-4-04-366601-0) eine Taschenbuch-Neuausgabe.
Von Jun’ichi Fujisaku, der später auch Regie bei Blood+ führte, stammen zwei Bände: Yami no Izanau – Blood: The Last Vampire (闇を誘う血―BLOOD THE LAST VAMPIRE; ISBN 4-8291-6109-4) im Januar 2001 und Shanhai Aibō – Blood: The Last Vampire (上海哀儚―BLOOD THE LAST VAMPIRE; ISBN 4-8291-7474-9) im Juli 2001. Letzteres wurde im Dezember 2012 (ISBN 978-4-04-380901-1) von Kadokawa Shoten erneut aufgelegt.
Der erste Roman wurde auch in den USA auf Englisch veröffentlicht und 2005 als Blood, The Last Vampire: Die Nacht der Bestien (ISBN 978-3-89921-686-8) bei Panini auf Deutsch in der Übersetzung von John Schmitt-Weigand.

### Videospiele
2000 veröffentlichten Production I.G und Sony Computer Entertainment zwei Spiele für die Playstation 2 in Japan. 2006 folgte eine Neuveröffentlichung. Dabei wurden beide Spiele zu einem für die Playstation Portable kombiniert.

## Auszeichnungen
Der Film wurde im Jahr 2000 beim Mainichi Eiga Concours mit dem Ōfuji-Noburō-Preis, einer Auszeichnung für künstlerisch wertvolle Animationsfilme, prämiert.